# نوانویچا (یا جا)
نوانویچا (به اسپانیایی: Ñawinqucha) یک دریاچه در پرو است که در Peru واقع شده‌است.